# Дурн
Дурн (фр. Dourn) насеље је и општина у јужној Француској у региону Миди Пирене, у департману Тарн која припада префектури Алби.
По подацима из 2011. године у општини је живело 127 становника, а густина насељености је износила 13,63 становника/km². Општина се простире на површини од 9,32 km². Налази се на средњој надморској висини од 500 метара (максималној 583 m, а минималној 315 m).

## Демографија
| 1962. | 1968. | 1975. | 1982. | 1990. | 1999. | 2011. |
| ----- | ----- | ----- | ----- | ----- | ----- | ----- |
| 149   | 163   | 144   | 154   | 129   | 125   | 127   |

График промене броја становника у току последњих година